# Halte Venneperweg

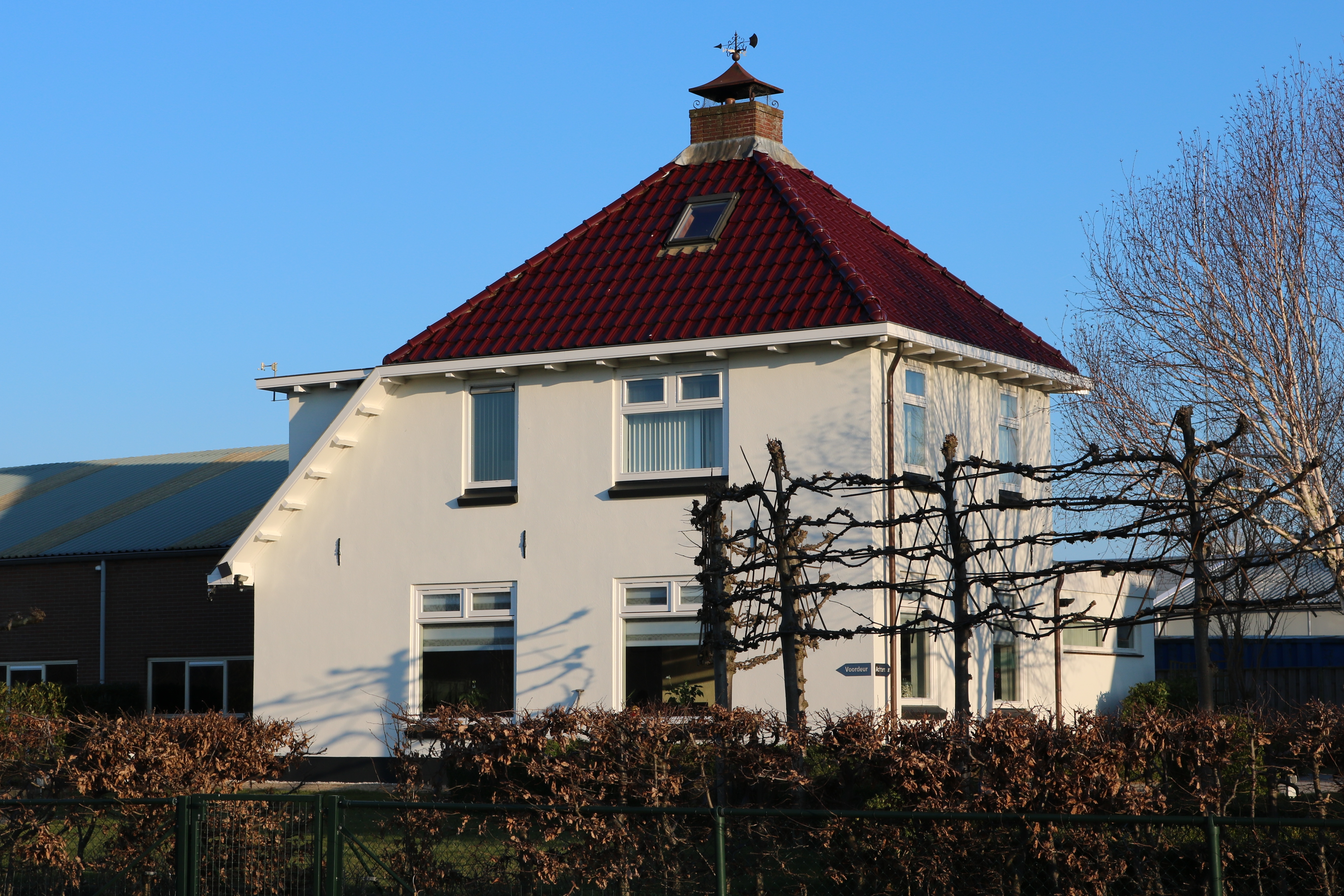
Wachterswoning 17 bij de voormalige stopplaats Venneperweg in Nieuw Vennep

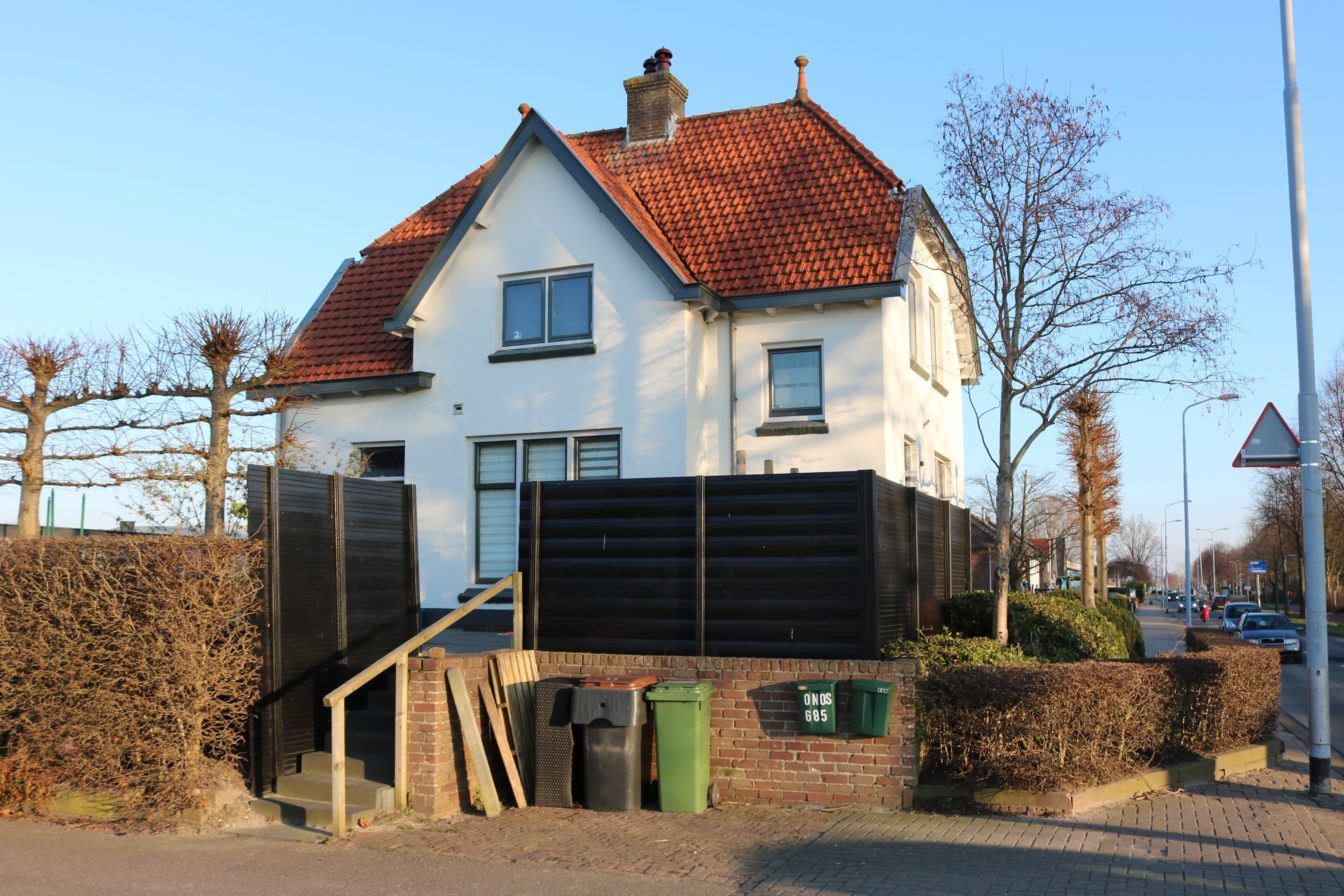
Wachterswoning 18 bij de voormalige stopplaats Venneperweg in Nieuw Vennep

De Halte Venneperweg lag aan de spoorlijn Hoofddorp - Leiden Heerensingel van de Haarlemmermeerspoorlijnen. De halte werd geopend op 3 augustus 1912 en weer gesloten op 15 mei 1933.
De halte lag ten westen van Nieuw-Vennep, aan de Nieuwerkerkertocht, en is inmiddels ingehaald door de oprukkende bebouwing. De twee wachterswoningen staan er nog.